# Dārāmrū
Dārāmrū (persiska: دارامرو) är en ort i Iran.   Den ligger i provinsen Lorestan, i den västra delen av landet, 400 km väster om huvudstaden Teheran. Dārāmrū ligger 1 942 meter över havet och antalet invånare är 139.
Terrängen runt Dārāmrū är lite kuperad.Runt Dārāmrū är det ganska tätbefolkat, med 56 invånare per kvadratkilometer. Närmaste större samhälle är Harsīn, 13,5 km nordväst om Dārāmrū. Omgivningarna runt Dārāmrū är i huvudsak ett öppet busklandskap.